# حصار بغداد (1733)
حصار بغداد (1733) هو حصار الجيش الفارسي لبغداد بقيادة نادر شاه عام 1733 م وكان حصارًا مكثفًا وقصيرًا نسبيًا. لم تحسم النتيجة في بغداد ولكن إلى الشمال منها، بالقرب من سامراء، فقد تسببت قوة نجدة كبيرة بقيادة طوبال باشا في معركة سامراء بهزيمة حاسمة لجيش نادر الفارسي (وهي الهزيمة الوحيدة في ساحة المعركة في حياة نادر شاه). أجبر العثمانيون المحاصرين الفرس على فقدان معظم معداتهم وإنقاذ حامية بغداد المرهقة للغاية واليائسة من النجدة.

## بدء الحصار
احتفظ أحمد باشا، محافظ إيالة بغداد، بحذر بالضفة اليسرى لنهر دجلة، وهو يعلم ما هو الحاجز الهائل الذي يشكله على الجيش الفارسي الغازي. قام نادر بالتخييم في الجانب الشرقي، ولجأ إلى حيلة يخدع بها العثمانيين من خلال إبقاء جزء كبير من رجاله داخل المخيم وحوله فقط ليجمع مجموعة صغيرة مختارة من الجنود للسير شمالًا تحت غطاء الليل.
في 15 فبراير، عبر نادر نهر دجلة بـ2500 شخص وانتقل على الفور جنوبًا مع 1500 رجل آخرين تمكنوا من جعل المعبر لمتابعة نادر قبل أن ينهار الجسر فوق النهر. قام أحمد باشا بتسريع قوته فوق نهر دجلة بمجرد أن سمع بوجود الوحدة الفارسية على الضفة اليسرى للنهر. ضمت فرقة نادر الصغيرة ثلاثة الآف فوج من الأكراد (كل «فوج» يتكون وحدة من 1000 جندي)، وقوات تركمانية وعبدلي أفغانية، شكلها ضد هجوم عثماني هائل يحتوي على مدفعية وسلاح فرسان وإنكشاريين (مشاة).
تم طرد التركمان والأكراد ولكن عبدلي احتفظوا بالوقت الكافي ل1500 رجل عبروا نهر دجلة قبل انهيار الجسر القادم من الشمال. قام نادر برسمهم في تشكيلهم ووضعهم في المعركة، ودفع خط أحمد باشا تدريجيًا إلى أن تم كسره وفر الفلول نحو بغداد تاركين العديد من الأسلحة والجثث. أمر نادر بشنق بعض الأكراد والتركمان لجبنهم في مواجهة الخطر وكافأ عبدلي.
سرعان ما احتشدت ضواحي بغداد بالجنود الفرس عندما انضموا إلى رفاقهم من الضفة الشرقية لنهر دجلة وبدأوا في جهد هائل لبناء 2700 برج حول محيط المدينة. تشير التقديرات إلى أن ما مجموعه 300,000 فارس كانوا يحاصرون جدران بغداد مع أن 100,000 منهم كانوا جنودًا فقط.

## وصول طوبال عثمان باشا
لكن نتيجة الحصار تم تحديدها على بعد أميال عديدة إلى الشمال من بغداد بالقرب من مدينة  سامراء حيث أرسلت إسطنبول أفضل جيش يمكنها حشده تحت قيادة أفضل جنرال لديها: طوبال عثمان باشا. قام نادر بمسيرة متغطرسة شمالًا لمهاجمة قوة الإغاثة العثمانية بدلًا من اختيار ساحة معركة مناسبة لمعركة دفاعية. كانت النتيجة واحدة من أكثر الاشتباكات دموية في حملات نادر حيث أصبح ما يقرب من نصف الجيش الفارسي «عاجزًا عن القتال» مع خسارة العثمانيين لربع جيشهم تاركين 20,000 رجل مرعب كضحايا من الكارثة.
كانت المعركة في الواقع حاسمةً للغاية لدرجة أنها أجبرت الفارسي على الخروج من العراق العثماني تمامًا، مما أنقذ بغداد من احتلال صفوي. ومع أن نادر سيعود بأعجوبة من هزيمته، ويدمر جيش طوبال باشا، إلا أنه فشل في الاستيلاء على بغداد في حملته اللاحقة وذلك حدث بشكل رئيسي بسبب التمرد في جنوب بلاد فارس والذي تطلب حضوره الفوري.